# Chutian Shan
Chutian Shan (chinesisch 楚天山) ist ein rund 2560 m hoher und eisbedeckter Berg im ostantarktischen Prinzessin-Elisabeth-Land. Er liegt rund 414 km südlich der chinesischen Zhongshan-Station sowie unmittelbar südöstlich der Grove Mountains.
Chinesische Wissenschaftler benannten ihn 1996.